# Anthurium dukei
Anthurium dukei är en kallaväxtart som beskrevs av Thomas Bernard Croat. Anthurium dukei ingår i släktet Anthurium och familjen kallaväxter. Inga underarter finns listade.